# Expérience d'Arzi

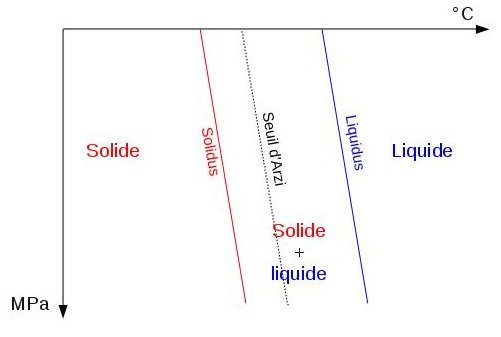
Diagramme de phase avec seuil d’Arzi.

L’expérience d’Arzi porte le nom de celui qui l’a réalisé, Avner A. Arzi (1978). Il a démontré expérimentalement en métallurgie, que le seuil d’inter-connectabilité des liquides issus de la fusion était atteint pour une proportion de liquide/solide d’environ 12 à 20 %.
Cette expérience a son intérêt en géologie, puisqu’elle définit le seuil d’Arzi qui est la limite physique entre le métamorphisme et le magmatisme. On considère qu’en dessous de ce seuil, on est dans le domaine du métamorphisme, et au-dessus on est dans le magmatisme.